# Олександро-Невський цвинтар
Олександро-Нівський цвинтар (ест. Tallinna Aleksander Nevski kalmistu) — міський цвинтар Таллінна (мікрорайон Юхкенталі), частина комплексу Сіселінна (ест. Siselinna kalmistu), розташоване за адресою Toonela tee, 3. Відомо як місце упокою російського поета Ігоря Северянина (1887—1941).

## Історія

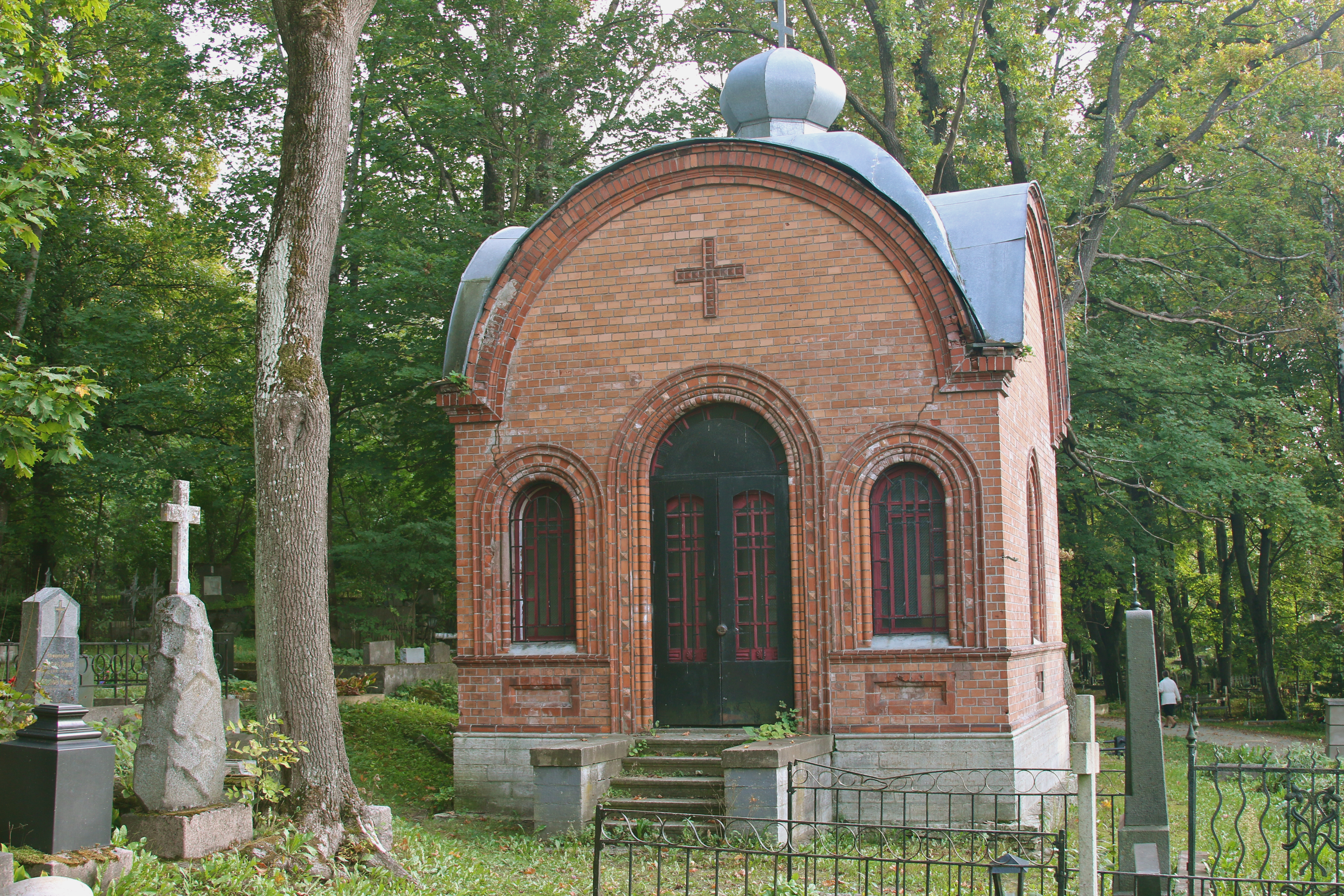
«Червона» каплиця (пам'ятка культури)

Найстаріший з діючих кладовищ Таллінна. Засноване в 1770-і роки, після указу 1772 року про заборону ховати на міській території по всій Російській імперії будь-кого, щоб уникнути епідемій. Спочатку використовувалося як військове.
Починаючи з 1946 року на цвинтарі поховано кілька ієрархів Російської православної церкви.
У 1856 році коштом талліннських купців Олександра Єрмакова та Івана Германова на цвинтарі була побудована кам'яна церква в ім'я Олександра Невського. Церкву було зруйновано 9 березня 1944 року під час бомбардування радянської авіації (останній її настоятель — протоієрей Ростислав Лозінський).
У радянські часи на цвинтарі щорічно в одну з літніх неділь звершував вселенську панахиду митрополит Талліннський Олексій (Рідігер).
На цвинтарі збереглася будівля каплиці з червоної цегли -.

## Відомі поховання[4]
Див. категорію Поховані на Олександро-Невському цвинтарі
- Петро Петрович фон Баранов (1843—1924) — російський воєначальник, генерал від кавалерії.
- Ераст Георгійович Гіацинтов (1859—1910) — перший міський голова Ревеля (Таллінна) не німець за національністю.
- Володимир Людвігович Драке (1874—1933) — російський генерал, герой Першої світової війни.
- Іван Миколайович Ізільметьєв (1813—1871) — контрадмірал.[5]
- Віра Крижанівська (1857—1924) — письменниця.
- Дмитро Капітонович Лебедєв (1872—1935) — генерал-майор Російської імператорської армії та Естонської армії, військовий спеціаліст РСЧА.
- Олександр Степанович Маневський (1824—1884) — російський контрадмірал.
- Ніл Мерянський (1846—1937) — російський актор, театральний діяч, видавець, редактор, публіцист, літератор. Увійшов до історії як «дідусь російського театру».
- Яан Поска (1866—1920) — естонський державний діяч, юрист.[6]
- Володимир Сапожнін (1906—1996) — російський, естонський та радянський артист цирку та естради, джазовий музикант, скрипаль, танцюрист, кіноактор, співак. Заслужений артист Естонської РСР.
- Ігор Северянин (1887—1941) — поет (пам'ятник на могилі — скульптор Іван Зубака, 1992[7][8])
- Арві Сійг (1938—1999) — естонський і радянський поет і перекладач.
- Карл Хансович Юнгхольц (1878—1925) — російський естонський режисер, актор, театральний педагог, театральний діяч. Один із засновників професійного театру в Естонії.

### Церковні діячі
- Іоанн (Алексєєв, Георгій Михайлович) (1892—1966) — єпископ Таллінський та Естонський (1955—1961).
- Ісидор (Богоявленський) (1879—1949) — єпископ Таллінський та Естонський (1947—1949).
- Корнілій (Якобс) (1924—2018) — митрополит Таллінський та всієї Естонії, предстоятель Естонської православної церкви Московського патріархату (1992—2018).
- Павло (Дмитровський) (1872—1946) — архієпископ Таллінський та Естонський (1945—1946).
- Михайло Олександрович Рідігер (1902—1962) — протоієрей Російської православної церкви, настоятель церкви Різдва Богородиці та ікони Казанської Божої Матері в Таллінні. Батько Патріарха Московського та всієї Русі Алексія II.